# Totoral (departamento)
Totoral é um departamento da Argentina, localizado na província de Córdova. Possuía, em 2019, 21.372 habitantes.